# Żerniki (Lublin)
Żerniki [pronunciación en polaco: /ʐɛrˈniki/] (en ucraniano: Жерники) es un pueblo en el distrito administrativo de Gmina Ulhówek, dentro del Distrito de Tomaszów Lubelski, Voivodato de Lublin, en el este de Polonia, cercano a la frontera con Ucrania. Se encuentra aproximadamente 4 kilómetros al noroeste de Ulhówek, 24 kilómetros al este de Tomaszów Lubelski, y 120 kilómetros al sudeste de la regional, Lublin.
El pueblo tiene una población de 470 habitantes.